# Alec Peters
Alec Peters (Washington, Illinois, 13 de abril de 1995) es un baloncestista estadounidense con pasaporte bosnio que pertenece a la plantilla del Olimpiakos BC  de la A1 Ethniki de Grecia. Con 2,06 metros de estatura, juega en la posición de alero.

## Trayectoria deportiva

### Primeros años
Jugó durante su etapa de secundaria en el Washington Community High School de su ciudad natal, donde llevó a su equipo a las finales regionales en su última temporada, en la que acabó quinto en las votaciones de Mr. Basketball del estado de Illinois.

### Universidad
Jugó cuatro temporadas con los Crusaders de la Universidad de Valparaiso, en las que promedió 17,5 puntos, 7,4 rebotes y 1,5 asistencias por partido. En sus tres últimas temporadas fue incluido en el mejor quinteto de la Horizon League. Además, en su temporada sénior fue incluido en el tercer mejor equipo All-American por la Asociación Nacional de Entrenadores de Baloncesto, y elegido Jugador del Año de la Horizon League.

#### Estadísticas
| Año     | Equipo     | PJ  | PT  | MPP  | %TC  | %3P  | %TL  | RPP  | APP | ROB | TPP | PPP  |
| ------- | ---------- | --- | --- | ---- | ---- | ---- | ---- | ---- | --- | --- | --- | ---- |
| 2013–14 | Valparaiso | 34  | 34  | 29.6 | .490 | .383 | .773 | 4.8  | 1.4 | .9  | .1  | 12.7 |
| 2014–15 | Valparaiso | 34  | 34  | 30.6 | .489 | .466 | .829 | 6.7  | 1.2 | .7  | .3  | 16.8 |
| 2015–16 | Valparaiso | 37  | 37  | 32.1 | .505 | .440 | .850 | 8.4  | 1.3 | .7  | .3  | 18.4 |
| 2016–17 | Valparaiso | 29  | 29  | 35.1 | .466 | .363 | .887 | 10.1 | 2.8 | .8  | .4  | 23.0 |
| Total   |            | 134 | 134 | 31.7 | .487 | .416 | .846 | 7.4  | 1.5 | .8  | .3  | 17.5 |

### Profesional
Fue elegido en la quincuagésimo cuarta posición del Draft de la NBA de 2017 por los Phoenix Suns. Debutó como profesional el 18 de octubre ante Portland Trail Blazers, logrando 3 puntos y 3 rebotes.
El 23 de julio de 2018 el PBC CSKA Moscú anunció el fichaje de Peters por una temporada.
Tras una temporada en Rusia, en julio de 2019 se oficializa su fichaje por una temporada por parte del Anadolu Efes S.K..
El 10 de julio de 2020 el Kirolbet Baskonia ficha a Peters por dos temporadas.
El 10 de julio de 2022, firma como jugador del Olimpiakos BC  de la A1 Ethniki de Grecia.

### Temporada regular
| Año     | Equipo  | PJ | PT | MPP  | %TC  | %3P  | %TL  | RPP | APP | ROB | TPP | PPP |
| ------- | ------- | -- | -- | ---- | ---- | ---- | ---- | --- | --- | --- | --- | --- |
| 2017-18 | Phoenix | 20 | 0  | 11.3 | .378 | .310 | .800 | 1.9 | .6  | .1  | .1  | 4.1 |
| Total   | Total   | 20 | 0  | 11.3 | .378 | .310 | .800 | 1.9 | .6  | .1  | .1  | 4.1 |